# Especialista em políticas públicas e gestão governamental
O Especialista em Políticas Públicas e Gestão Governamental (EPPGG) é uma carreira da administração pública brasileira.
A carreira de Especialista em Políticas Públicas e Gestão Governamental, mais conhecida como Gestores Governamentais, foi criada com o propósito fundamental de fortalecer o nível estratégico de governo em suas capacidades de concepção e implementação das políticas governamentais, além de profissionalizar a ocupação dos cargos de direção e assessoramento superiores da Administração Pública, fornecendo as condições para a continuidade das políticas públicas. Os executivos públicos da carreira de EPPGG são responsáveis pelo contínuo aprimoramento da administração pública.
A primeira experiência no Brasil se deu em Minas Gerais, quando em 9 de dezembro de 1986 foi promulgada a Lei Estadual nº 9.360. No governo federal brasileiro existe desde 1989 e, posteriormente, foi adotada por outras unidades da federação, tais como Acre, Bahia, Ceará, Distrito Federal, Espírito Santo, Goiás, Mato Grosso, Pernambuco, Rio de Janeiro, Rondônia, São Paulo, Sergipe e Tocantins, além do município de São Paulo.
Têm similares também no Canadá, França (Grand Corps/Administrateurs Civils), Espanha (Administradores Civiles del Estado), Estados Unidos (Federal Career Executives/Senior Executive Service), México (Servicio Professional de Carrera), Argentina (Administradores Gubernamentales), Itália (Dirigente nelle amministrazioni statali) e Peru (Cuerpo de Gerentes Públicos).
Os EPPGG/Gestores Governamentais, portanto, constituem uma carreira transversal, interministerial e pluridisciplinar formada por profissionais com perfil generalista e de alta qualificação que tem por finalidade desempenhar atividades de direção, gerência, assessoramento e avaliação de políticas públicas.

## Administração federal

### A ENAP e os EPPGG
A criação de uma escola de governo que promovesse a formação e a qualificação de quadros de alto nível, com a missão de modernizar e tornar eficiente a Administração Pública Federal, como é hoje a Escola Nacional de Administração Pública (ENAP), já era proposta presente, em 1982, no estudo promovido pelo embaixador Sergio Paulo Rouanet (2005). Esse estudo representou um marco que influenciou a concepção da ENAP (1986) e a constituição de uma carreira para seus egressos, a de Especialis≈ta em Políticas Públicas e Gestão Governamental (EPPGG).
Pode-se dizer que com o início do processo de redemocratização do país (1985), a implantação de um sistema de mérito (e, portanto, a superação do patrimonialismo) e a profissionalização da administração pública federal brasileira foram iniciadas com fundamento em três importantes instituições:
a) o Sistema de Carreira do Serviço Civil da União; 
b) a Escola Nacional de Administração Pública, e; 
c) a carreira de Especialistas em Políticas Públicas e Gestão Governamental.
De acordo com Florindo Villa-Alvarez, primeiro Diretor de Ensino e Pesquisa e um dos criadores da ENAP, esta instituição “será uma espécie de Escola de Estado-Maior do oficialato administrativo, isto é, preparará o administrador superior para as mais altas decisões político-administrativas... Após dois anos de curso, essa Escola procurará dar aos egressos uma iniciação à última etapa de alto executivo em administração governamental” (Ramos, 1987, 13).

### Os Gestores Governamentais e a Profissionalização da Administração Pública Federal
Os EPPGGs/Gestores Governamentais devem promover o vínculo entre os agentes políticos (políticos eleitos e Ministros de Estado) e demais servidores da força de trabalho federal. Esses executivos públicos de carreira, para ocupar cargos e funções de direção e assessoramento superiores, precisam, portanto, ter, a um só tempo, sensibilidade política e capacidade técnica e de gestão. Para tanto, os EPPGG passam por um rigoroso processo de seleção e formação promovido pela Escola Nacional de Administração Pública (ENAP).
O cargo de EPPGG é o vínculo permanente que o egresso desta escola de governo teria com o estado para a ocupação dos cargos e funções gerenciais, de assessoramento e de direção superior nos diferentes governos (vínculo provisório).
A ideia original de Sérgio Paulo Rouanet era que pelo menos 40%, 30% e 20% dos cargos de direção e assessoramento superiores 4 (DAS 101.4 e 102.4), 5 (DAS 101.5 e 102.5) e 6 (DAS 101.6 e 102.6), respectivamente, fossem ocupados por EPPGG egressos da Escola Nacional de Administração Pública (ENAP). Para tanto, às classes integrantes da Carreira de Especialista em Políticas Públicas e Gestão Governamental seria cometido o exercício de atividades de assessoramento e direção, planejamento, coordenação e execução, ligadas à formulação, implementação e avaliação de políticas públicas, em graus variados de complexidade, responsabilidade e autonomia, na forma das respectivas especificações de classes.
Os gestores governamentais administram informações e conflitos, atuando como negociadores e articuladores entre as diversas esferas e níveis de governo, facilitando a utilização eficiente, eficaz e efetiva dos recursos disponíveis.
Eles são especialistas em comando, com capacidade de motivar e agregar equipes de trabalho, planejando e coordenando as suas ações.
O comportamento dos EPPGG deve ser pautado pela ética, a fim de que possam arbitrar interesses conflitantes de maneira isenta e imune às pressões dos diversos grupos envolvidos na negociação e implementação de políticas setoriais, tendo em vista o interesse público.
A ação dos EPPGG é valiosa para qualquer governo que queira produzir resultados e ao mesmo tempo pautar sua gestão pelos valores da democracia e da cidadania.
O Ministério do Planejamento, Orçamento e Gestão é o órgão supervisor da carreira de EPPGG. A força de trabalho destes executivos públicos é administrada pela Secretaria de Gestão Pública do Ministério (Segep). O Comitê Consultivo da Carreira de EPPGG tem a finalidade de assessorar o órgão supervisor em assuntos relacionados à organização da carreira, ao recrutamento, à formação, à capacitação, à avaliação de desempenho, ao desenvolvimento e ao exercício dos integrantes da carreira e é composto por seis servidores da própria carreira, designados em ato do órgão supervisor.
Atualmente cerca de 1.000 EPPGGs estão em atividade nos órgãos e entidades da administração pública direta, autárquica e fundacional da União.
A entidade representativa dos EPPGGs é a Associação Nacional dos Especialistas em Políticas Públicas e Gestão Governamental (ANESP).